# 5805 Glasgow
5805 Glasgow (1985 YH) là một tiểu hành tinh vành đai chính được phát hiện ngày 18 tháng 12 năm 1985 bởi Bowell, E. ở Flagstaff.